# Шкляров, Исаак Нохимович
Исаак Нохимович Шкляров (05.11.1918, Воронеж — 1998, Москва), инженер-электротехник, лауреат Ленинской премии (1966).
После окончания Московского института станкостроения (1941) несколько месяцев работал на автозаводе ЗИС. В 1941—1946 руководитель конструкторской группы на Уральском автозаводе (Миасс, Челябинская область).
С 1947 по 1992 год вновь на ЗИС (с 1956 ЗИЛ — автозавод имени Лихачева), в 1962—1991 заместитель главного конструктора по электротермическому оборудованию.
Руководил созданием оборудования для высокочастотной индукционной термообработки и контроля качества металлических изделий.
Кандидат технических наук (1968). В 1968—1984 преподаватель Вечернего металлургического института (с 1973 доцент).
Автор научных публикаций и 62 изобретений.
Как одному из участников создания нового процесса и комплекса оборудования для изготовления крупномодульных зубчатых колес присуждена Ленинская премия 1966 года.